# Эбнер-Эшенбах, Мария фон

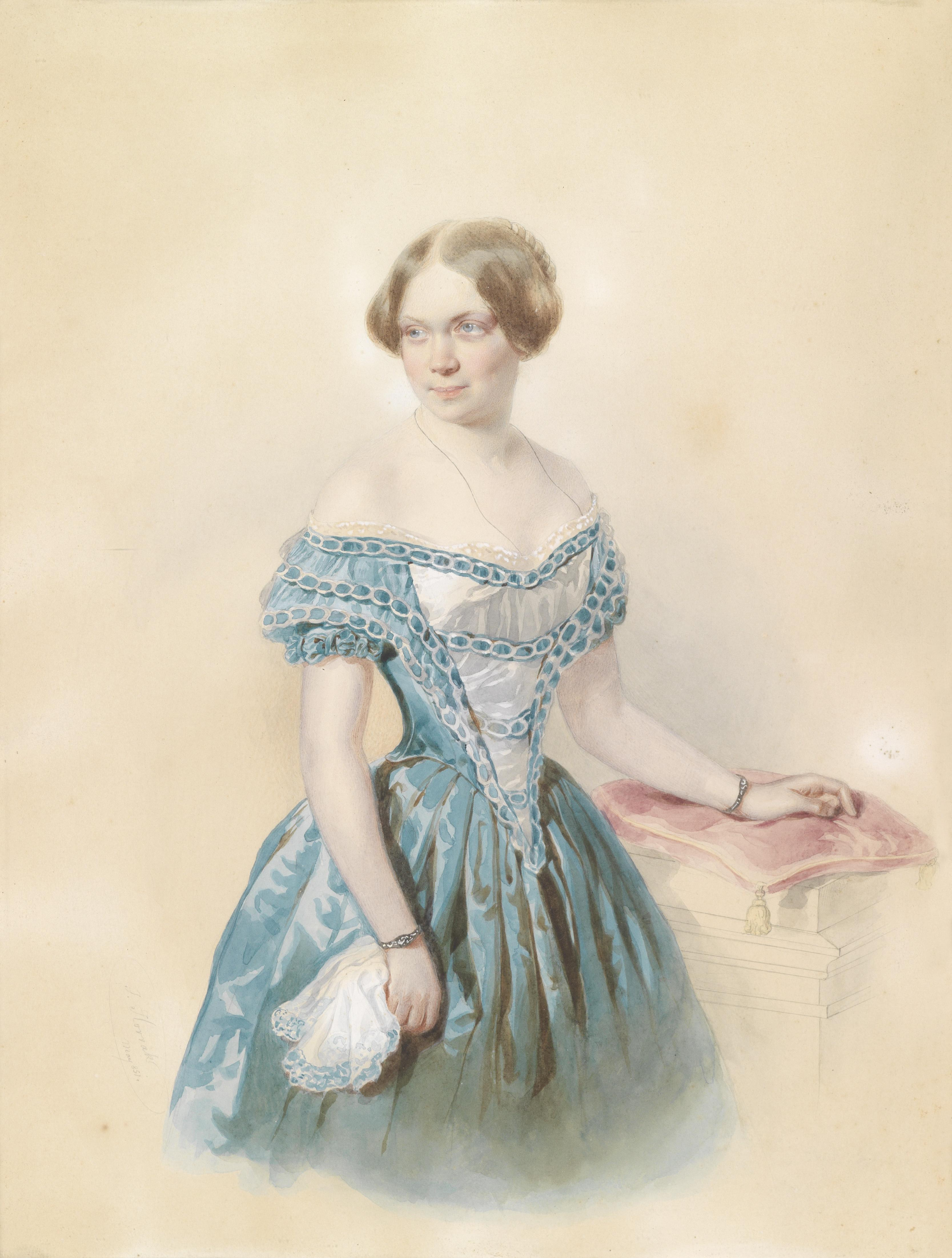
Портрет кисти Иоганна Хоррака. 1851

Баронесса Мария Эбнер фон Эшенбах (нем. Marie Ebner von Eschenbach; урожд. Дубская; 13 сентября 1830[…], замок Здиславице, Здиславице — 12 марта 1916[…], Вена[…]) — австрийская писательница, драматург, философ, популярность которой в конце XIX века принесли психологические романы и повести. Из наиболее известных работ — роман «Мирское дитя» (1887). Также известна своими цитатами.

## Биография
Мария фон Эбнер-Эшенбах выросла под руководством своей мачехи, которая привила ей любовь к немецкой литературе, чем и определила её дальнейшую судьбу. Живя то в поместье отца в Моравии, то в австрийской столице, Мария имела возможность изучить сразу два общественных слоя, изображаемых в её произведениях: моравское крестьянство и австрийскую аристократию.
18-ти лет от роду она вышла замуж за барона Э., военного инженера. Под влиянием венского Бург-театра она попробовала свои силы в драматическом творчестве, но трагедия её «Maria Stuart in Schottland» (1860), поставленная в Карлсруэ, не имела успеха ни на сцене, ни у критики; за ней следовали «Marie Roland» (1867), «Doctor Ritter» (1872) и комедия «Männertreue» (1874).
Успех «Erzählungen» (1875) уяснил писательнице настоящую область применения её дарования, которое с большей ещё силой проявилось в «Dorf- und Schlossgeschichten» (1883). Теперь она по праву считается первой из современных немецких писательниц, выдающейся по глубине наблюдения, объективности изображения, тонкому юмору и живому социальному чувству, проникающему произведения этой аристократки по рождению и вкусам.
Кроме указанных произведений, в «Gesammelte Schriften» (с 1892 г., 6 т.) Э. вошли «Aphorismen» (1880), «Parabeln, Märchen und Gedichte» (1892), новая серия «Dorfund Schlossgeschichten» (1888), большие повести «Das Gemeindekind» (1888) и «Unsühnbar» (1890). Издание неполно: в него не вошли «Ein kleiner Roman» (1889) и многочисленные позднейшие рассказы. Согласно ЭСБЕ, лучшие из рассказов: «Jakob Szela», «Die Unverstandene auf dem Dorfe», «Er lässt die Hand küssen», «Lotti, die Uhrmacherin», «Nach dem Tode», «Wieder die Alte», «Die Freiherrn von Gemperlein», «Oversberg», «Die Kapitalistinnen», «Zwei Komtessen», «Glaubenslos», «Rittmeister Brand», «Bertram Vogelweid».
Понемногу круг её наблюдений расширялся; она ознакомилась также с буржуазными кругами и дала их изображение; любопытна также обширная галерея типов прислуги. Главное достоинство Эбнер-Эшенбах — уменье рассказывать; движение рассказа — её основная цель; ей служат, как они ни удачны сами по себе, отдельные характеры, среда, настроения. Изображение общественных противоречий и несправедливостей действует в её произведениях тем сильнее, что очевидно чуждо всякой тенденциозности, непримиримой с оптимистическим и идеалистическим мировоззрением Эбнер-Эшенбах.
Многие исследователи творчества М. Эбнер-Эшенбах обращают внимание на некоторое сходство её произведений с трудами современников — Л. Н. Толстого и И. С. Тургенева. Сама писательница в переписке отмечала влияние на движение её писательской мысли тургеневских произведений (читала их в переводах). Это касается как гуманизма, так и критики аристократических порядков.
Между тем М. Эбнер-Эшенбах была монархисткой и скептически воспринимала деятельность входившей в политическую моду в конце XIX века социал-демократии. Она придерживалась не очень высокого мнения о признанном «отце» австрийских социал-демократов В. Адлере, с которым не раз полемизировала при встречах. М. Эбнер-Эшенбах выступала за конституционную реформу монархии, критиковала нравы знати, но не считала нужным менять монархическую систему в принципе, опасаясь революции и социального восстания. Императивом её деятельности было некое моральное, духовное облагораживание аристократического мира. Успела «пройтись» писательница и по грехам зарождавшегося тогда капитализма, с иронией обличая его жажду прибылей любой ценой. За это её высоко ценили социал-демократы.
Император Австрии Франц Иосиф I в 1899 г. удостоил М. Эбнер-Эшенбах высшей австрийской государственной награды за достижения в области искусств, которую вручил лично (перед ее 70-летием). Таким образом, писательница получила прижизненное официальное признание даже на высших этажах власти. О благосклонности Франца Иосифа к М. Эбнер-Эшенбах говорит и то, что по его просьбе ею была написана патетичная стихотворная эпитафия для памятника супруге императора Елизавете Австрийской (Сисси), убитой итальянским анархистом в 1898 г. (памятник императрице был лично открыт Францем Иосифом в Зальцбурге в 1901 г.).
Мечта детства М. Эбнер-Эшенбах стать известной, как она говорила, «женским Шекспиром», в Австрии и Германии практически осуществилась. Произведения австрийки многократно ставились на сценах различных театров. 
В начале Первой мировой войны в 1914 г. писательница «заразилась» военным воодушевлением своего императора, особенно возмущаясь поведением Лондона, но уже в 1915 г., несмотря на работу австрийской пропаганды, начала понимать, что в отношении сербов была допущена несправедливость. Постепенно Эбнер-Эшенбах дистанцировалась от общего патриотического угара и высказывалась в том плане, что победителей в этой ужасной войне в любом случае не будет. Она пыталась обращать внимание на многочисленные бессмысленные жертвы со всех сторон: «теперь-то мы освободились от наших иллюзий относительно прогресса цивилизации».
На русском языке первыми были изданы следующие произведения Эбнер-Эшенбах: «Питомец общины» («Вестник иностранной литературы», 1892); «Примерный ученик» («Кн. Нивы», 1899, № 5); «Ученик первого разряда» («Русская мысль», 1900, № 10); «С отличием» («Русский вест.». 1901, № 9); «Мирское дитя» (1897); «Клятва» («Живоп. обозр.», 1898, № 3); «Сжечь не распечатывая»; «Старая собака»; «Первенец» («Русский вестник», 1901, № 11—12).
Изображена на почтовых марках Австрии 1966 и 1991 года.